# 维特里昂蒙塔涅
维特里昂蒙塔涅（法語：Vitry-en-Montagne，法語發音：[vitʁi ɑ̃ mɔ̃taɲ]，意为“山上的维特里”）是法国上马恩省的一个市镇，属于朗格勒区。

## 地理
维特里昂蒙塔涅（47°49'36"N, 5°5'14"E）面积9.53 平方千米，位于法国大東部大區上马恩省，该省份为法国东北部内陆省份，北起马恩省和默兹省，西接奥布省，西南接科多尔省，东南接上索恩省，东临孚日省。
与维特里昂蒙塔涅接壤的市镇（或旧市镇、城区）包括：欧布里沃、奥布河畔拜、罗什塔耶、鲁埃勒。

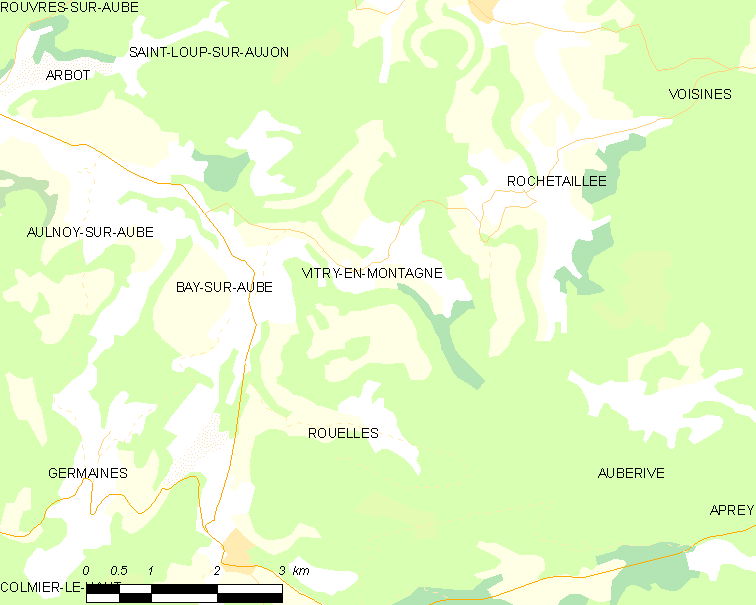
维特里昂蒙塔涅的OSM定位图

维特里昂蒙塔涅的时区为UTC+01:00、UTC+02:00（夏令时）。

## 行政
维特里昂蒙塔涅的邮政编码为52160，INSEE市镇编码为52540。

## 政治
维特里昂蒙塔涅所属的省级选区为维勒居西安勒拉克县。

## 人口

1962-2008年间维特里昂蒙塔涅人口变化图示

维特里昂蒙塔涅于2022年1月1日时的人口数量为29人。